# Tỉnh Cương Sơn (thành phố cấp huyện)
Tỉnh Cương Sơn (chữ Hán giản thể: 井冈山市, âm Hán Việt: Tỉnh Cương Sơn thị) là một thành phố cấp huyện thuộc địa cấp thị Cát An, tỉnh Giang Tây, Cộng hòa Nhân dân Trung Hoa. Thành phố này có diện tích 1297,5 ki-lô-mét vuông, dân số 168.000 người (năm 2014). Mã số bưu chính là 343600, mã vùng điện thoại là 0796, đầu biển số xe là 赣D. Chính quyền thành phố đóng ở nhai đạo Hạ Bình. Năm 1950, đặc khu Tỉnh Cương Sơn được lập ở Tỳ Bình. Năm 1959, thành lập Cục quản lý Tỉnh Cương Sơn trực thuộc tỉnh. Năm 1981 đổi cục thành huyện. Năm 1984 lập thành phố cấp huyện trên cơ sở huyện Tỉnh Cương Sơn. Tháng 5 năm 2000, Quốc vụ viện Trung Quốc phê chuẩn sáp nhập thành phố Tỉnh Cương Sơn với huyện Ninh Cương để lập thành phố Tỉnh Cương Sơn mới.

## Hành chính
Tỉnh Cương Sơn được chia ra làm 19 đơn vị hành chính cấp hương, gồm 1 nhai đạo, 7 trấn và 11 hương. Ngoài ra thành phố này còn quản lí 4 đơn vị tương đương cấp hương khác
- Nhai đạo: Hồng Tinh (红星街道)
- Trấn: Hạ Bình (厦坪镇), Long Thị (龙市镇), Cổ Thành (古城镇), Tân Thành (新城镇), Đại Lũng (大陇镇), Tì Bình (茨坪镇), Nã Sơn (拿山镇)
- Hương: Hoàng Ao (黄垇乡), Hạ Thất (下七乡), Trường Bình (长坪乡), Ao Lí (坳里乡), Nga Lĩnh (鹅岭乡), Bách Lộ (柏露乡), Mao Bình(茅坪乡), Cát Điền (葛田乡), Hà Hoa (荷花乡), Mục Thôn (睦村乡), Đông Thượng (东上乡)

Đơn vị ngang cấp hương khác
- Tập đoàn Tỉnh Xí (井企集团)
- Khu bảo hộ tự nhiên Tỉnh Cương Sơn (井冈山自然保护区)
- Khu công nghiệp thành phố Tỉnh Cương Sơn (井冈山市工业园区)
- Khu khai khẩn Bạch Thạch (白石垦殖场)

## Tỉnh Cương Sơn và Hồng quân Trung Hoa
Vào thập niên 1920, khu vực này hoang vu, núi non trùng điệp, rừng cây rậm rạp là một nơi lý tưởng để lập chiến khu. Sau thảm sát Thượng Hải vào tháng 4 năm 1927 và sự thất bại của cuộc khởi nghĩa Vụ gặt mùa thu vào tháng 10 cùng năm, Mao Trạch Đông dẫn một nhóm tàn quân khoảng 1.000 người vào Tỉnh Cương Sơn lập nên khu căn cứ cách mạng đầu tiền. Ngày 4 tháng 5 năm 1928, Chu Đức, Trần Nghị và đã đem toàn bộ lực lượng của mình gia nhập lực lượng của Mao tại Tỉnh Cương Sơn, thành lập đội quân số 4 Hồng quân Công-nông. Lực lượng đó sau này là Bát lộ quân do Chu Đức làm Quân đoàn trưởng và trở thành nòng cốt cho cuộc cách mạng cộng sản tại Trung Hoa. Chiến khu Tỉnh Cương Sơn được mở rộng xuống miền nam Giang Tây và trở thành căn cứ xô viết đầu tiên tại Trung Hoa. Tại thời điểm hưng thịnh nhất, chiến khu Tỉnh Cương Sơn bao gồm diện tích của huyện Ninh Cương, huyện Vĩnh Tân, huyện Liên Hoa và một phần của huyện Toại Xuyên, huyện Cát An, huyện An Phúc,... Tỉnh Cương Sơn cũng là nơi Mao gặp Hạ Tử Trân và Chu Đức kết hôn Khang Khắc Thanh. 